# Bi (scheikunde)
Het voorvoegsel bi- is verouderd. Het gaf in de scheikunde aan dat er sprake is van een zuur zout. Het bekendste voorbeeld van deze groep verbindingen is natriumbicarbonaat (de werkzame stof in bakpoeder). Daarnaast zijn bijvoorbeeld ook natriumbisulfaat en natriumbisulfiet bekend. De eerste is een vaste stof die als redelijk sterk zuur in plaats van zwavelzuur gebruikt kan worden. Het sulfiet wordt als anti-oxidant aan onder andere ham en wijn toegevoegd.
De herkomst van de aanduiding laat zich illustreren aan de hand van natriumcarbonaat en natriumbicarbonaat. In de eerste analysemethoden waren het natrium- en het carbonaation eenvoudig kwantitatief aan te tonen, het waterstof dat in het bicarbonaat voorkwam werd over het hoofd gezien. In onderstaande tabel is een en ander uitgewerkt aan de hand van de huidige inzichten in deze verbindingen.
| Naam               | Brutoformule | Massa natrium per mol | Massa carbonaat per mol | Massa carbonaat per massa natrium |
| ------------------ | ------------ | --------------------- | ----------------------- | --------------------------------- |
| Natriumbicarbonaat | NaHCO3       | 23                    | 60                      | 2,6                               |
| Natriumcarbonaat   | Na2CO3       | 46                    | 60                      | 1,3                               |

Hieruit blijkt duidelijk dat de hoeveelheid carbonaat ten opzichte van de hoeveelheid natrium in natriumbicarbonaat twee keer zo groot is als in natriumcarbonaat. Naast dat de naam bicarbonaat feitelijk onjuist is worden in de chemische wetenschap voor de getallen alleen nog de Griekse prefixen gebruikt; bi is Latijn, het Griekse equivalent is di (het getal 2).